# Književnost u 1970.
◄◄ | ◄ | 1967. | 1968. | 1969. | 1970.  | 1971. | 1972. | 1973. | ► | ►►
Arhitektura • Astronautika • Astronomija • Biologija • Film • Fotografija • Glazba • Kazalište • Kemija • Kiparstvo • Knjige • Književnost • Kršćanstvo • Meteorologija • Medicina • Planinarstvo • Politika • Pravo • Promet • Slikarstvo • Strip • Šport • Televizija • Znanost • Zrakoplovstvo • Željeznički promet
Književnost u 1970.

## Svijet

### Nagrade i priznanja
- Nobelova nagrada za književnost:

### Smrti
- 25. rujna – Erich Maria Remarque, njemački književnik (* 1898.)

## Vanjske poveznice
|  | Zajednički poslužitelj ima još gradiva o temi Književnost u 1970. |